# Список депутатов Верховного Совета Украинской ССР 6-го созыва

Верховный Совет УССР 6-го созыва:
- Начало полномочий: 12 февраля 1963 года.
- Окончание полномочий: 11 марта 1967 года.
- Состав: 469 депутатов ( выбыло / доизбрано  — 12 депутатов).
- Сессии: 10 (Киев).